# James Hector MacDonald
James Hector MacDonald (ur. 28 kwietnia 1925 w Whycocomagh, zm. 30 maja 2025 w St. Catharines) – kanadyjski duchowny rzymskokatolicki, w latach 1991–2000 arcybiskup Saint John’s.

## Życiorys
Święcenia kapłańskie przyjął 29 czerwca 1953. 9 lutego 1978 został prekonizowany biskupem pomocniczym Hamilton ze stolicą tytularną Gibba. Sakrę biskupią otrzymał 17 kwietnia 1978. 12 sierpnia 1982 został mianowany biskupem Charlottetown, ingres odbył się 7 października. 2 lutego 1991 został mianowany arcybiskupem Saint John’s. 4 grudnia 2000 przeszedł na emeryturę.